# Назиф, Сулейман
Сулейман Назиф (тур. Süleyman Nazif; 29 января 1870, Диярбакыр — 4 января 1927, Стамбул) — турецкий поэт и писатель

. Испытал на себе влияние идей османистов, и его творчество отразило различные этапы развития турецкой поэзии.

## Биография
Сулейман Назыф является старшим братом Фаика Али. Он родился в Диярбакыре, под руководством отца получил превосходное образование, хорошо изучил арабский, персидский и французский языки.
После переезда семьи в Стамбул Сулейман Назиф опубликовал в «Сервет-и фюнун» свои первые стихи, подписав их именем деда — известного ученого и царедворца Ибрахима Джехди. Стихи были написаны в новой для тех лет манере, носили черты подражания французским символистам и имели значительный успех. Позднее в этом же журнале он напечатал серию стихотворений, в которых он подражал поэзии Намыка Кемаля. В этих стихотворениях отчетливы были слышны гражданские мотивы, тема беззаветной любви к Родине была тонко завуалирована из-за строгости цензуры, хотя в некоторых стихотворениях были призывы к борьбе за освобождение народа от деспотического режима. После закрытия журнала «Севет-и фюнун» и запрещения печатать произведения поэта Сулейман Назиф эмигрировал в Европу.
В 1906 году в Каире издается первый сборник поэта «Таинственные стоны» («Gizli figanlar»), в который были включены стихотворения 1892—1897 годов. Из цензурных соображений имя автора названо не было.
В 1908 году поэт вернулся на родину и несколько лет работал в канцеляриях различных ведомств. Литературной деятельностью не занимался, но опубликовал несколько статей.
Во время первой мировой войны Сулейман Назиф находился в Ираке, где выполнял специальное задание, порученное младотурками, однако был задержан английским командованием и сослан на Мальту. Умер от пневмонии 4 января 1927 г.

## Творчество
В военные годы были созданы два сборника стихотворений — «Разлука с Ираком» («Fırak-i Irak», 1918) и «Ночи Мальты» («Malta geceleri», 1924). Стихотворения этих сборников написаны сложным языком, впрочем, как и другие произведения этого поэта. Стихотворения обоих сборников можно признать лучшими в турецкой поэзии тех лет. В них есть дух патриотизма, тоски по родным местам, в некоторых из них едко высмеиваются англичане.
Система образов и всё построение произведений Сулеймана Назифа носят явные черты символизма и импрессионизма, так как, по мнению поэта, только в такой форме можно выразить свою печаль от бесконечной череды бедствий и злоключений родного края. В ряде произведений наблюдается обращение к прошлому османцев. Он идеализирует это прошлое, находит особую прелесть в классической поэзии, в старых легендах и преданиях Востока.

## Список произведений
- Таинственные стоны (Gizli Figanlar (Поэзия, 1908)
- Batarya ile Ateş (1917)
- Разлука с Ираком (Firakı Irak (Irak’tan Ayrılış, Поэзия, 1918)
- Физули (Fuzuli, 1920)
- Tarihin Yılan Hikayesi (1922)
- (Çal Çoban Çal, 1922)
- Ночи Мальты (Malta Geceleri, 1924)
- Mehmet Akif (1924)
- Hz. İsa’ya Açık Mektup (1924)
- İki Dost (1926)
- El-Cezire mektupları
- Mâlum-u İlâm
- Victor Hugo’nun Mektubu
- Boş Herif
- Süleyman Paşa
- İki İttifakın Tarihçesi
- Batarya İle Ateş
- Asitanı Tarihte
- Pierre Loti Hitabesi
- Namık Kemal
- Tarihin İsyan Hikayesi
- Nasırüddin Şah be Babilller
- Mehmed Akif
- Çalınmış Ülke
- İmana Tasallût
- Külliyat-ı Ziya Paşa
- Kafir Hakikat
- İki Dost
- Fuzuli
- Lübnan Kasrı'nın Sahibesi
- Yıkılan Müessese